# キルギスの大統領
キルギスの大統領（キルギスのだいとうりょう、キルギス語: Кыргыз Республикасынын Президенти, ロシア語: Президент Кыргызской Республики）は、キルギス共和国の元首たる大統領である。

## 機能
アカエフ・バキエフ両政権及びジャパロフ政権では、大統領が国家元首と行政府の長を兼任している。大統領が欠員した場合はジョゴルク・ケネシ議長が大統領代行を務める。
選出条件として35歳以上及びキルギスに15年以上居住している者に限られる。ただし、大統領に就任している間は政党の活動を自粛しなければならない。任期は6年のみでは再選は不可。

## 沿革
キルギスの大統領は独立当時からアスカル・アカエフが14年間あまり務めていたが、2005年3月24日、野党側の反政府運動が首都もに広がったため、アカエフ大統領が隣国カザフスタンに亡命し暫定政府が樹立され、アカエフ政権は崩壊した。その後、クルマンベク・バキエフが大統領となったが、そのバキエフも2010年キルギス騒乱により政権崩壊に追い込まれ、4月15日に亡命した。
2010年以前の旧憲法では大統領職について、「外交・内政の政策を決定し、キルギス国家を代表する」地位と規定し、1期につき5年間の任期で直接選挙で選出されるとしていた。大統領には、首相・最高裁長官・最高検検事長の任命権や外交決定権・法案提出権など、広範かつ強大な権限が与えられていた。こうした強大な権限を大統領に与えていた事が、アカエフ・バキエフ両政権の独裁化につながったという反省から、バキエフ政権を打倒した暫定政府によって制定された新憲法では、大統領は事実上の象徴的地位となり、大統領制から議院内閣制に政体を移行させた。
しかし、2021年にサディル・ジャパロフ政権が国民投票を実施し、大統領制に再び移行した。

## 権限
- キルギス軍の最高指揮権
- 首相、最高裁判所長官を含む全閣僚の任免権
- 憲法改正、政令を公布する
- 外交官の接受
- 戒厳令・非常事態宣言の発出
- 条約の締結権
- 国民投票の実施権
- 恩赦の実施
- ジョゴルク・ケネシで可決された法案に対し、拒否権を持つ。
- 国民に勲章、名誉称号、メダルを授与する。
- ジョゴルク・ケネシ（議会）を招集する
- 国民にテレビ・ラジオ演説を通じて、新年に政策報告をする。

## 大統領の一覧
| キルギス・ソビエト社会主義共和国・キルギスタン共和国 |                                                              |        |                               |                                 |                                 |                                  |                             |
| 代                                                   | 大統領                                                       | 大統領 | 所属政党                      | 期                              | 在任期間                        | 在任期間                         | 備考                        |
| 01                                                   | アスカル・アカエフ Аскар Акаевич Акаев                       |        | 無所属                        | 1                               | 1990年10月27日 - 1991年8月31日  | 308日                            | 独立                        |
| キルギスタン共和国・キルギス共和国                   |                                                              |        |                               |                                 |                                 |                                  |                             |
| 代                                                   | 大統領                                                       | 大統領 | 所属政党                      | 期                              | 在任期間                        | 在任期間                         | 備考                        |
| 01                                                   | アスカル・アカエフ Аскар Акаевич Акаев                       |        | 無所属                        | -                               | 1991年8月31日 - 1991年10月29日  | 13年 + 205日 （計 14年 + 148日） |                             |
| 01                                                   | アスカル・アカエフ Аскар Акаевич Акаев                       | 1      | 無所属                        | 1991年10月29日 - 1995年10月29日 |                                 | 13年 + 205日 （計 14年 + 148日） |                             |
| 01                                                   | アスカル・アカエフ Аскар Акаевич Акаев                       | 2      | 無所属                        | 1995年10月29日 - 2000年10月29日 |                                 | 13年 + 205日 （計 14年 + 148日） |                             |
| 01                                                   | アスカル・アカエフ Аскар Акаевич Акаев                       | 3      | 無所属                        | 2000年10月29日 - 2005年3月24日  | 任期満了前に辞任                | 13年 + 205日 （計 14年 + 148日） |                             |
| 0－                                                  | イシェンバイ・カドイルベコフ Ишенбай Дүйшөнбиевич Кадырбеков | 3      |                               | 無所属                          | 2005年3月24日 - 2005年3月25日   | 1日                              | 大統領代行 （国民議会議長） |
| 0－                                                  | クルマンベク・バキエフ Курманбек Сали уулу Бакиев            | 3      |                               | キルギスタン人民運動            | 2005年3月25日 - 2005年8月14日   | 142日                            | 大統領代行 （首相）         |
| 02                                                   | クルマンベク・バキエフ Курманбек Сали уулу Бакиев            | 4      | 2005年8月14日 - 2007年11月5日 | キルギスタン人民運動            | 4年 + 236日                     |                                  |                             |
| 02                                                   | クルマンベク・バキエフ Курманбек Сали уулу Бакиев            | 4      | アク・ジョル                  | 2007年11月5日 - 2009年7月23日   | 4年 + 236日                     | 新党結成                         |                             |
| 02                                                   | クルマンベク・バキエフ Курманбек Сали уулу Бакиев            | 5      | アク・ジョル                  | 2009年7月23日 - 2010年4月7日    | 4年 + 236日                     | 任期満了前に辞任                 |                             |
| 0－                                                  | ローザ・オトゥンバエヴァ Роза Исаковна Отунбаева             |        | キルギス社会民主党            | -                               | 2010年4月7日 - 2010年5月19日    | 42日                             | 暫定元首 （臨時政府首班）   |
| 0－                                                  | ローザ・オトゥンバエヴァ Роза Исаковна Отунбаева             | -      | キルギス社会民主党            | 2010年5月19日 - 2010年7月3日    | 35日                            | 暫定大統領                       |                             |
| 03                                                   | ローザ・オトゥンバエヴァ Роза Исаковна Отунбаева             | 6      | キルギス社会民主党            | 2010年7月3日 - 2011年12月1日    | 1年 + 151日 （計 1年 + 238日）  | 議院内閣制を導入                 |                             |
| 04                                                   | アルマズベク・アタンバエフ Алмазбек Шаршенович Атамбаев      |        | キルギス社会民主党            | 7                               | 2011年12月1日 - 2017年11月24日  | 5年 + 358日                      |                             |
| 05                                                   | ソーロンバイ・ジェーンベコフ Сооронбай Жээнбеков             |        | キルギス社会民主党            | 8                               | 2017年11月24日 - 2020年10月16日 | 2年 + 327日                      | 任期満了前に辞任            |
| 0－                                                  | サディル・ジャパロフ Садыр Нургожоевич Жапаров               |        | アタ・ジュルト党              | 8                               | 2020年10月16日 - 2020年11月14日 | 29日                             | 大統領代行 （首相）         |
| 0－                                                  | タラント・マミトフ Талант Турдумамат уулу Мамытов            |        | キルギスタン                  | 8                               | 2020年11月14日 - 2021年1月28日  | 75日                             | 大統領代行 （国民議会議長） |
| 06                                                   | サディル・ジャパロフ Жапаров Садыр Нургожо уулу              |        | メケンチル                    | 9                               | 2021年1月28日 - （現職）        | 4年 + 43日                       |                             |